# Lars Hirschfeld
Lars Justin Hirschfeld (n. 17 octombrie 1978) este un portar canadian care evoluează la echipa de fotbal Vålerenga Fotball. A evoluat în Liga I între 2007 și 2009 în 5 meciuri pentru CFR Cluj.

## Titluri

### Individual
- Cel mai bun portar al CONCACAF Gold Cup: 2002
- Jucătorul anului în fotbalul canadian:
  - Locul III: 2007

### Club
Rosenborg
- Prima Ligă Norvegiană: 2006

CFR Cluj
- Liga I: 2007-08
- Cupa României: 2008, 2009

### Națională
Canada
- CONCACAF Gold Cup:
  - Locul al III-lea: 2002